# 5674 Волфф
5674 Волфф (5674 Wolff) — астероїд головного поясу, відкритий 6 вересня 1986 року.
Тіссеранів параметр щодо Юпітера — 3,534.